# 河野通倫
河野 通倫 (かわの つうりん、弘化4年(1847年) - 明治21年(1888年)4月7日)　は、明治時代の日本の政治家。位階勲等は従五位。
肥後（熊本県）出身。

## 略歴
肥後国玉名郡古閑村で夫砥用・中村手永唐物抜荷改方御横目・正院手永惣庄屋兼御代官河野八兵衛勝郷、妻は小田・荒尾手永惣庄屋兼御代官村上平左衛門の長女素志の次男として生まれる。幼名は丑次郎、諱は通倫。
元治1年（1864年)10月1日木下韡村塾に入門する。
明治3年(1870年)2月　南玉名郡(中富・内田・小田手永)宰手附横目になる。
明治7年(1874年)山形県大属。翌明治8年(1875年)12月27日権参事となり叙正七位。
明治10年(1877年)2月21日山口県一等属山口県警察部第四課長となり、勅任官に任命される。
その後明治11年(1876年)8月21日神奈川県少書記官となる。
明治14年(1881年)長崎始審裁判所検事に転任。
明治15年（1882年）長崎県控訴裁判所検事長となり叙正六位。
明治19年(1886年)大審院詰検事(現在の最高裁判所)となり叙勲六等。
明治19年(1886年)5月7日奏任官二等に叙される。
明治21年(1888年)4月7日没。行年42歳。特旨も以て叙従五位。

## 人物
木下韡村塾を共にした井上毅、木村弦雄と関係が深い。
病気がちで、神奈川県書記官時代には療養のために帰省している。

## 系譜
祖は臼間野氏で鎌倉時代から文献が存在し、文保２年５月26日の木当行信和与状に「和与　肥前国鎮守河上宮雑掌禅勝与肥後国臼間野上長田地頭木当六郎入道行信□□（相論カ）」とあり，肥前国河上社三重塔婆修理料田について和与している。「吾妻鏡」建長２年３月１日条によれば，閑院内裏修造の所課注文に「臼間野太郎」が見え，当地を名字の地とする御家人と思われる。又、臼間野太郎の祖先には俵藤太秀郷(藤原秀郷)の名が見られる。その後は玉名郡坂下村南原に在城していたが、天保12年南原城が落城し臼間能登守重冬は討死。其の子道市は一度筑後三池郡今山へと逃げ延びた後、再び坂下村に戻り大場屋敷北ノ園に居住する。細川氏入国後、その子河野(坂下)伊右衛門が寛永10年５月坂下手永に任命され、以降代々坂下手永や、その他の手永に任命される。